# Jordan Hinson
Jordan Danielle Hinson (El Paso, 4 giugno 1991) è un'attrice statunitense.

## Biografia
Hinson nasce a El Paso, Texas. Crescendo si è dedicata alla ginnastica, divenne un'attrice all'età di cinque anni recitando in varie produzioni locali e in piccoli teatri giovanili lasciando però la ginnastica.
Ebbe il suo debutto cinematografico nel 2005 interpretando il ruolo di una aspirante pattinatrice sul ghiaccio nel film della Disney Go Figure - Grinta sui pattini, per realizzare questo film  dovette imparare a pattinare sul ghiaccio con l'ausilio della coreografa olimpionica Sarah Kawahara.
Hinson deve la sua popolarità al ruolo di Zoe Carter nella serie Eureka!

## Filmografia
| Film        | Film                               | Film                        | Film                                                                                      |
| Anno        | Film                               | Ruolo                       | Note                                                                                      |
| ----------- | ---------------------------------- | --------------------------- | ----------------------------------------------------------------------------------------- |
| 2004        | Dumping Ground                     | Katie A.                    | Corto indipendente                                                                        |
| 2006        | Prigione di vetro 2                | Abby Snow                   | Direct-to-video film                                                                      |
| 2011        | A Very Harold & Kumar 3D Christmas | Mary                        | Feature Film                                                                              |
| 2013        | Ragin Cajun Redneck Gators         | Avery                       | Syfy                                                                                      |
| 2014        | Bunker                             | Becker                      | Corto                                                                                     |
| 2014        | Living Among Us                    | Carrie                      |                                                                                           |
| 2014        | Higher Power                       | Zoe Steadman                |                                                                                           |
| 2014        | Trigger Point                      | Callie Banner               | Film tv                                                                                   |
| Televisione |                                    |                             |                                                                                           |
| Anno        | Titolo                             | Ruolo                       | Note                                                                                      |
| 2006 - 2012 | Eureka                             | Zoe Carter                  | Regolare nelle stagioni 1-3 , alcune apparizioni nella stagione 4, guest nella stagione 5 |
| 2008        | CSI: Miami                         | Hannah Radley               | Guest Star                                                                                |
| 2008        | Dirt                               | Christa Darby               | Guest Star                                                                                |
| 2009        | Hank                               | Maddie Pryor                |                                                                                           |
| 2009        | The Jay Leno Show                  | Daughter in 'neighbor' spot | Ospite nell'episodio del 10 dicembre 2009                                                 |
| 2015        | Kevin from Work                    | Roxie                       | Regolare                                                                                  |

- Go Figure - Grinta sui pattini (Go Figure), regia di Francine McDougall – film TV (2005)
- Non toccate mia figlia (A Mother's Rage), regia di Oren Kaplan – film TV (2013)

## Doppiatrici Italiane
Nei suoi film e telefilm Jordan Hinson è stata doppiata da:
- Emanuela Damasio in Eureka
- Virginia Brunetti in Go Figure - Grinta sui pattini[4]